# رینولدز پرایس
ادوارد رینولدز پرایس (انگلیسی: Reynolds Price; ۱ فوریهٔ ۱۹۳۳ – ۲۰ ژانویهٔ ۲۰۱۱) شاعر، رمان‌نویس، نمایشنامه‌نویس، مقاله‌نویس و استاد دانشگاه اهل ایالات متحده آمریکا بود. او عضو آکادمی هنر و ادبیات آمریکا بود.